# Stefan Stojkov
Stefan Stojkov (en bulgare : Стефан Стойков), né le 28 janvier 1938, à Mikre, en Bulgarie et décédé le 12 avril 2013, à Pleven, en Bulgarie, est un ancien joueur bulgare de basket-ball.

## Palmarès
- 3e du championnat d'Europe 1961